# Richard Nowakowski
Richard Nowakowski (* 27. September 1955 in Sztum, Polen) ist ein ehemaliger deutscher Boxer. Er war zweifacher Medaillengewinner bei Olympischen Spielen und zweifacher Europameister der Amateure. Außerdem war er Inoffizieller Mitarbeiter des Ministeriums für Staatssicherheit unter dem Decknamen (IMS) „Anton“.

## Werdegang
Richard Nowakowski spielte als Kind in Ribnitz-Damgarten Fußball und begann als 11-Jähriger bei der SG Aufbau mit dem Boxen, wechselte aber schon bald zum SC Traktor Schwerin. Trainiert von Paul Nickel und Fritz Sdunek stellten sich schon bald Erfolge ein. So wurde er im Nachwuchsbereich in den Jahren 1969, 1971 und 1973 DDR-Jugend- bzw. Juniorenmeister und 1982 Spartakiadesieger. Er war ein leichter Boxer, der als Erwachsener bei einer Größe von 1,74 Metern im Feder- oder Leichtgewicht (bis 57 kg bzw. 60 kg Körpergewicht) kämpfte.
1974 startete er bei der Junioren-Europameisterschaft in Kiew im Bantamgewicht, verlor aber den einzigen Kampf, den er dort zu bestreiten hatte im Viertelfinale gegen Felix Pak aus der UdSSR und kam damit auf den 5. Platz. Im gleichen Jahr wurde er erstmals DDR-Meister bei den Senioren im Bantamgewicht mit einem Sieg im Finale über Jochen Rocke vom TSC Berlin.
1975 unterlag er bei der DDR-Meisterschaft im Federgewicht im Finale gegen Stefan Förster, SG Wismut Gera. Er gewann in diesem Jahr aber zwei große internationale Turniere. Zuerst siegte er in Las Villas auf Kuba beim „Giraldo-Cordova-Cardin“-Memorial, einem Turnier, bei dem die ganze kubanische Boxelite am Start war, im Leichtgewicht mit einem Punktsieg im Endkampf über Reinaldo Valiente aus Kuba. Er siegte auch beim TSC-Turnier in Berlin im Bantamgewicht mit einem Punktsieg über Wladimir Sorokin aus der UdSSR.
Nachdem Richard Nowakowski 1976 mit einem Punktsieg über seinen Vereinskollegen Christian Zornow zum zweiten Mal DDR-Meister geworden war, wurde er auch für die Olympischen Spiele in Montreal nominiert. In Montreal kämpfte er im Federgewicht und siegte dort über Ruben Mares von den Philippinen nach Punkten (5:) über Behzad Ghaeli Bardeh aus dem Iran und über Gheorghe Ciochina aus Rumänien jeweils durch Abbruch in der 3. Runde und im Halbfinale über Leszek Kosedowski aus Polen nach Punkten (5:0). Im Finale unterlag er dem die damalige Weltboxszene im Federgewicht beherrschenden Ángel Herrera aus Kuba durch K. o. in der 2. Runde. Trotzdem war die Silbermedaille, die er sich damit erkämpfte, hoch verdient. Für diesen Erfolg wurde er mit dem Vaterländischen Verdienstorden in Bronze ausgezeichnet.
Im Jahre 1977 gewann Richard Nowakowski dann seinen ersten internationalen Titel. Er wurde in Halle (Saale) Europameister im Federgewicht. Dabei siegte er über Tschatscho Andrejkowski aus Bulgarien (3:2), Wiktor Rybakow aus der Sowjetunion (4:1) und Roman Gotfryd aus Polen (5:0). Das waren drei Gegner, die ihm alles abverlangten, umso bemerkenswerter war es, dass er sich durchsetzte. Wie stark diese Gegner waren, zeigte sich schon bei der Weltmeisterschaft 1978 in Belgrad. Dort traf er gleich in der ersten Runde auf Tschatscho Andrejkowski, der ihn diesmal mit 4:1 Richterstimmen nach Punkten besiegte. Richard Nowakowski schied damit schon vor dem Achtelfinale aus und platzierte sich mit allen Verlierern seiner Runde auf dem 17. Platz.
Auch im Jahre 1979 stand für Richard Nowakowski eine internationale Meisterschaft auf dem Programm, die Europameisterschaft in Köln. Nach Punktsiegen über Mustapha Keddari aus Frankreich (5:0) und András Botos aus Ungarn (4:1) traf er dort im Halbfinale auf Wiktor Demjanenko aus der UdSSR, gegen den er mit 0:5 Richterstimmen verlor. Er gewann damit eine EM-Bronzemedaille.
1978 und 1979 war Richard Nowakowski im Federgewicht mit Siegen über Rudi Fink, ASK Vorwärts Frankfurt (Oder) bzw. Lutz Käsebier, SC Dynamo Berlin, DDR-Meister geworden. 1980 war er bei dieser Meisterschaft nicht am Start, um sich ungestört auf die Olympischen Spiele in Moskau vorbereiten zu können. In Moskau siegte er im olympischen Boxturnier über Christopher Ossai aus Nigeria nach Punkten (5:0), gewann dann über Geoffrey Nyeko aus Uganda durch Abbruch i.d. 3. Runde (Verletzung) und schlug George Gilbody aus Großbritannien sicher nach Punkten (5:0). Im Halbfinale hatte er dann ausgesprochenes Pech, denn er musste gegen Wiktor Demjananko wegen einer Verletzung schon in der 1. Runde aus dem Kampf genommen werden. Er gewann damit aber immerhin die Bronzemedaille. Er war damit der einzige Boxer aus der DDR, der bei zwei Olympischen Spielen eine Medaille gewann.
Die Laufbahn von Richard Nowakowski war damit aber noch nicht beendet. Er wurde 1981 noch einmal DDR-Meister im Leichtgewicht und besiegte dabei im Endkampf den künftigen DDR-Starboxer Siegfried Mehnert vom SC Chemie Halle, damals noch ein aufstrebendes Talent, nach Punkten (4:1). Anschließend gewann er bei der Europameisterschaft in Tampere zum zweiten Mal den Titel. Er besiegte dabei im Federgewicht Raul Trapero aus Spanien (5:0), Todor Pawlow, Bulgarien (5:0), Sorik Nurkasow, UdSSR (3:2) und Krzysztof Kosedowski, Polen (4:1) nach Punkten.
Richard Nowakowski besiegte Siegfried Mehnert auch im Endkampf des Chemie-Pokals 1982 in Halle (Saale) im Leichtgewicht nach Punkten (5:0). Bei der Weltmeisterschaft dieses Jahres in München startete er aber wieder im Federgewicht und gewann mit Punktsiegen über Saber Sarag aus Ägypten (5:0) u. Faksin Sümer, Türkei (5:0) und einem Abbruch-Sieg i.d. 2. Runde über Miroslav Sandor, Tschechoslowakei und einer Punktniederlage im Halbfinale gegen Adolfo Horta aus Kuba seine sechste Medaille bei einer internationalen Meisterschaft bzw. bei Olympischen Spielen.
1983 beendete Richard Nowakowski seine Boxerlaufbahn in der DDR. Im Februar 1989 kehrte er nach einem Verwandtenbesuch in der Bundesrepublik Deutschland nicht mehr in die DDR zurück und schloss sich dem Boxclub CSC Frankfurt (Main) an, für den er einige Kämpfe in der deutschen Bundesliga bestritt und mithalf diesem Verein den deutschen Mannschaftsmeistertitel der Saison 1989/90 zu sichern. Ab der Saison 1990/91 boxte er dann noch einige Jahre für die Bundesligastaffel des TSV Bayer 04 Leverkusen. Im Jahre 1989 gewann er auch noch einen Einzeltitel, denn er wurde deutscher Meister der Amateure im Leichtgewicht mit einem Punktsieg im Finale über Jörg Kästner aus Ahlen. 1990 nahm Nowakowski letztmals an einem internationalen Wettkampf teil. Beim Weltcup in Dublin unterlag er in der Vorrunde dem Marokkaner Kamal Marjouane (30:9).
Nach der deutschen Wiedervereinigung kehrte Richard Nowakowski 1993 nach Schwerin zurück, wurde sportlicher Leiter und Sponsor des BSC Schwerin und gründete dort im Januar 2012 eine Recyclingfirma. Heute lebt Nowakowski in Schwerin.

## Internationale Erfolge
| Jahr | Platz  | Wettbewerb                                           | Gewichtsklasse | |
| 1973 | 1.     | Intern. Junioren-Turnier in Schwerin                 | Bantam         | mit Punktsieg im Finale über Piotr Bohosiewicz, Polen |
| 1974 | 5.     | Junioren-EM in Kiew                                  | Bantam         | nach Punktniederlage im Viertelfinale gegen Felix Pak, UdSSR |
| 1975 | 1.     | „Giraldo-Cordova-Cardin“-Memorial in Las Villas/Kuba | Feder          | mit einem Punktsieg im Finale über Reinaldo Valiente, Kuba |
| 1975 | 1.     | TSC-Turnier in Berlin                                | Bantam         | mit einem Punktsieg im Finale über Wladimir Sorokin, UdSSR |
| 1976 | 1.     | Chemie-Pokal in Halle (Saale)                        | Feder          | mit einem Punktsieg im Finale über Genovefo Grinan, Kuba |
| 1976 | 1.     | 6. Dutch-Tulips-Tournament in Rotterdam              | Leicht         | mit einem Punktsieg im Finale über Marin Lazăr, Rumänien |
| 1976 | Silber | OS in Montreal                                       | Feder          | mit einem Punktsieg über Ruben Mares, Philippinen (5:0), mit Abbruch-Siegen jeweils i.d. 3. Runde über Behzad Ghaedi Bardeh, Iran u. Gheorghe Ciochină, Rumänien, einem Punktsieg über Leszek Kosedowski, Polen (5:0) u. einer KO-Niederlage i.d. 2. Runde gegen Ángel Herrera, Kuba |
| 1977 | 1.     | EM in Halle (Saale)                                  | Feder          | mit Punktsiegen über Tschatscho Andrejkowski, Bulgarien (3:2), Wiktor Rybakow, UdSSR (4:1) u. Roman Gotfryd, Polen (5:0) |
| 1978 | 2.     | Chemie-Pokal in Halle (Saale)                        | Leicht         | nach Punktniederlage im Finale gegen Jose Luis Rios, Kuba |
| 1978 | 17.    | WM in Belgrad                                        | Feder          | nach einer Punktniederlage gegen Tschatscho Andrejkowski(1:4) |
| 1978 | 1.     | „Volksstimme“-Turnier in Wien                        | Leicht         | mit einem Punktsieg im Finale über András Botos, Ungarn (3:2) |
| 1978 | 1.     | „Feliks-Stamm“-Memorial in Warschau                  | Feder          | mit Abbruchsieg i.d. 3. R. über Jozef Maczuga und Punktsiegen über Zbigniew Parkola (5:0) u. Krzysztof Kikowski (5:0), alle Polen |
| 1979 | 5.     | Chemie-Pokal in Halle (Saale)                        | Leicht         | nach einer Punktniederlage im Viertelfinale gegen Kamel Abboud, Algerien |
| 1979 | 1.     | TSC-Turnier in Berlin                                | Leicht         | mit einem Abbruch-Sieg i.d. 3. Runde über Adam Piwowarski, Polen |
| 1979 | 3.     | EM in Köln                                           | Leicht         | mit Punktsiegen über Mustapha Keddari, Frankreich (5:0) u. András Botos (4:1) u. einer Punktniederlage gegen Wiktor Demjanenko, UdSSR (0:5) |
| 1979 | 5.     | „Feliks-Stamm“-Memorial in Warschau                  | Leicht         | nach einer Punktniederlage im Viertelfinale gegen Leszek Kosedowski (1:4) |
| 1980 | Bronze | OS in Moskau                                         | Leicht         | mit einem Punktsieg über Christopher Ossai, Nigeria (5:0), einem Abbruch-Sieg i.d. 3. R. über Geoffrey Nyeko, Uganda, einem Punktsieg über George Gilbody, Großbritannien (5:0) u. einer Abbruch-Niederlage (Verletzung) i.d. 1. Runde gegen Wiktor Demjanenko                       |
| 1981 | 1.     | TSC-Turnier in Berlin                                | Leicht         | mit einem kampflosen Sieg im Finale über Florian Ţîrcomnicu, Rumänien |
| 1981 | 1.     | EM in Tampere                                        | Feder          | mit Punktsiegen über Raul Trapero, Spanien (5:0), Todor Pawlow, Bulgarien (5:0), Sorik Nurkasow, UdSSR (3:2) u. Krzysztof Kosedowski, Polen (4:1) |
| 1981 | 1.     | „Feliks-Stamm“-Memorial in Warschau                  | Leicht         | mit einem Punktsieg über Ramiz Hrnjak, Jugoslawien (5:0), einem KO-Sieg i.d.a 1. Runde über Robert Matloka, Polen u. einem Abbruch-Sieg i.d. 2. Runde über Jerzy Zagorski, Polen |
| 1982 | 1.     | Chemie-Pokal in Halle (Saale)                        | Leicht         | mit einem Punktsieg über Siegfried Mehnert, DDR (5:0) |
| 1982 | 3.     | WM in München                                        | Feder          | mit Punktsiegen über Saber Sarag, Ägypten (5:0) u. Faksin Sümer, Türkei (5:0), einem Abbruch-Sieg i.d. 2. Runde über Miroslav Sandor, ČSSR u. einer Punktniederlage gegen Adolfo Horta, Kuba                                                                                         |

## Länderkämpfe
| Jahr | Ort           | Begegnung           | Gewichtsklasse | Ergebnis                                         |
| 1976 | Wrocław       | Polen gegen DDR     | Leicht         | Punktsieg über Bogdan Gajda (2:1)                |
| 1976 | Krakau        | Polen gegen DDR     | Leicht         | Punktniederlage gegen Zdzislaw Nowak (1:2)       |
| 1976 | Potsdam       | DDR gegen Bulgarien | Leicht         | Punktsieg über Zwetan Zwetkow                    |
| 1977 | Gera          | DDR gegen Polen     | Feder          | Punktsieg über Kazimierz Przybylski (3:0)        |
| 1977 | Erfurt        | DDR gegen Polen     | Feder          | Punktsieg über Jozef Maczuga (3:0)               |
| 1978 | Crystal Bay   | USA gegen DDR       | Feder          | Punktsieg über Alfredo Aguayo                    |
| 1979 | Schwerin      | DDR gegen Uganda    | Feder          | Punktsieg über Muhamad Bahida                    |
| 1979 | Crystal Bay   | USA gegen DDR       | Leicht         | Punktniederlage gegen David Lee Armstrong        |
| 1979 | Burlington    | USA gegen DDR       | Leicht         | Abbruch-Sieg i.d. 2. Runde über Alex Byrd        |
| 1979 | Rostock       | DDR gegen Rumänien  | Leicht         | Abbruch-Sieg i.d.d 2. Runde über Paul Capriceanu |
| 1979 | Wismar        | DDR gegen Rumänien  | Leicht         | Punktsieg über Viorel Ioanu                      |
| 1980 | Schwerin      | DDR gegen USA       | Leicht         | Abbruch-Sieg i.d. 3. Runde über Robin Blake      |
| 1980 | Rostock       | DDR gegen USA       | Leicht         | Punktsieg über Chris Calvin                      |
| 1982 | Syracuse      | USA gegen DDR       | Leicht         | KO-Sieg i.d. 2. Runde über Danny Branch          |
| 1982 | Atlantic City | USA gegen DDR       | Leicht         | Sieger über ?                                    |
| 1982 | Ottawa        | Kanada gegen DDR    | Leicht         | Punktsieg über Brian Nolan                       |
| 1982 | Rostock       | DDR gegen Polen     | Leicht         | Punktsieg über Kazimierz Adach (2:1)             |

## DDR-Meisterschaften
| Jahr | Platz | Gewichtsklasse | Ergebnis                                                                    |
| 1974 | 1.    | Bantam         | mit Punktsieg im Finale über Jochen Rocke, TSC Berlin                       |
| 1975 | 2.    | Feder          | nach Punktniederlage im Finale gegen Stefan Förster, SG Wismut Gera         |
| 1976 | 1.    | Feder          | mit Punktsieg im Finale über Christian Zornow, SC Traktor Schwerin          |
| 1978 | 1.    | Feder          | mit Punktsieg im Finale über Rudi Fink (5:0), ASK Vorwärts Frankfurt (Oder) |
| 1979 | 1.    | Feder          | mit KO-Sieg i.d. 1. Runde über Lutz Käsebier, SC Dynamo Berlin              |
| 1981 | 1.    | Leicht         | mit Punktsieg über Siegfried Mehnert (4:1), SC Chemie Halle (Saale)         |

## Deutsche Meisterschaften
| Jahr | Platz | Gewichtsklasse | Ergebnis                                        |
| 1989 | 1.    | Leicht         | Punktsieg über Jörg Kästner (4:1), BSK 27 Ahlen |

## Inoffizieller Mitarbeiter der Staatssicherheit
Richard Nowakowski wurde im April 1975 mit einer mündlichen Verpflichtung und dem Decknamen „Anton“, seinem zweiten Vornamen, geworben. Die Sportart Boxen, und hier natürlich insbesondere die Mitglieder der Nationalmannschaft beim SC Traktor Schwerin, bildeten einen Schwerpunkt der Arbeit der Stasi. Nowakowski entschied sich weniger aus politischer Überzeugung, „sondern stark berechnend sowie von der Option einer zusätzlichen Verdienstmöglichkeit motiviert“ für diese Zusammenarbeit. Schon für die Olympischen Sommerspiele 1976 in Montreal (Kanada) erhielt er den Auftrag, nicht nur zu spionieren, sondern auch die Vorgänge so oft wie möglich zu fotografieren. Auch bei den vom Westen boykottierten Olympischen Sommerspiele 1980 in Moskau (damals Sowjetunion) gehörte Nowakowski zu den mindestens 13 % der DDR-Olympioniken, die für die Stasi spionierten. Im Boxclub wurde Nowakowski u. a. dafür eingesetzt, einen Clubtrainer (GMS „Heinz“) und einen Ex-Boxer (damals unter OPK „Hans“ zersetzt) auszukundschaften. „Hans“ war auch Ex-IM (ehemaliger Deckname „René Wolter“) und erschien der Stasi deswegen besonders gefährlich. Nach Einschätzung von Fritz Sdunek (IMS „Frank“) entsprach der Lebenswandel von Nowakowski allerdings nicht dem Anspruch an einen Leistungssportler, weswegen dieser damit für andere Boxkollegen kein gutes Beispiel abgab.
Richard Nowakowski taucht im speziell gegen den damaligen Boxer Dirk Schäfer erstellten Maßnahmenplan des Ministeriums für Staatssicherheit als IMS „Anton“ gleich dreimal auf:
- unter Punkt 3, der Kontrolle des Freizeitbereichs,
- unter Punkt 5, der Kontrolle im Boxbereich und
- unter Punkt 7, der Kontrolle bei Starts „im nichtsozialistischen Ausland“.[5]

An diesem Maßnahmeplan waren mindestens fünf Inoffizielle Mitarbeiter (IMs) und drei weitere Spitzel der Staatssicherheit zur systematischen Bespitzelung beteiligt, darunter auch Schäfers Trainer Fritz Sdunek. Die IMs sollten insbesondere ermitteln:
- mit wem sich Schäfer traf,
- wohin er ging und
- worüber er sprach.

Die IMs sollten auch erreichen, dass sogar die Eltern ihrem Sohn zusetzten.
Darüber hinaus ermittelte die Stasi im Ausbildungsbetrieb VEB Denkmalpflege Schwerin, wo Schäfer Maler lernte. Sogar seine Pakete wurden von der Stasi im Rahmen einer illegalen Postkontrolle geöffnet und auch seine Briefe gelesen. Der hoch talentierte Schäfer wurde im Ergebnis 1982 aus seinem Klub verbannt und „in Unehren“ ausdelegiert. Er durfte nie wieder für die DDR boxen und wurde Straßenmusiker.